# Bernhard Höfler

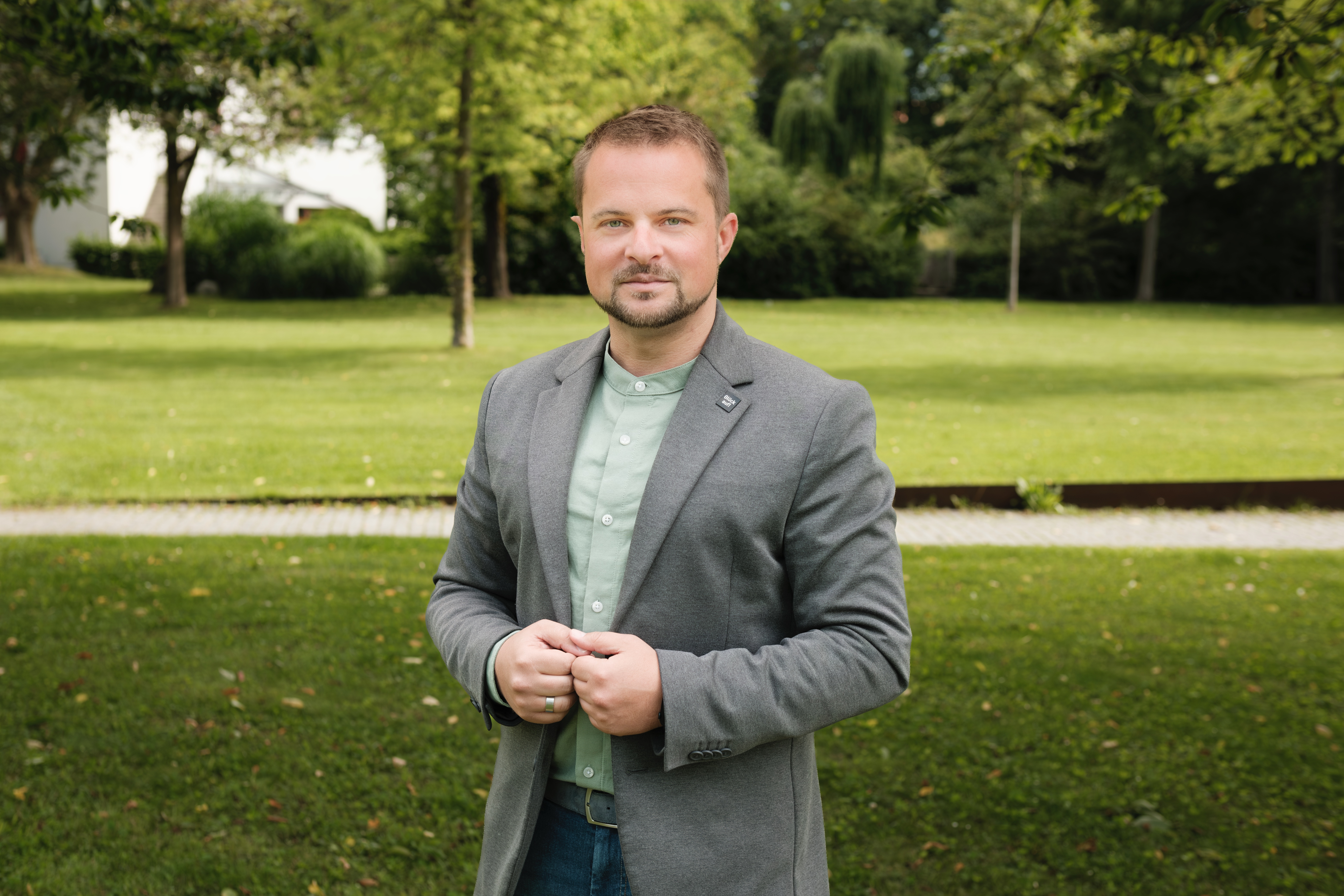
Bernhard Höfler (2025)

Bernhard Höfler (* 20. Oktober 1986 in Innsbruck) ist ein österreichischer Gewerkschafter und Politiker der Sozialdemokratischen Partei Österreichs (SPÖ). Seit dem 24. Oktober 2024 ist er Abgeordneter zum Nationalrat.

## Leben

### Ausbildung und Beruf
Bernhard Höfler besuchte nach der Volksschule Pradl-Leitgeb 1 in Innsbruck die Sprachenhauptschule Michael Gaismair in Wilten. Von 2001 bis 2006 absolvierte er eine Ausbildung zum Touristikkaufmann an den Tourismusschulen Villa Blanka. 2006/07 war er Chef de rang im Restaurant Glasmalerei in Innsbruck. Seit Oktober 2007 ist er Angestellter beim Österreichischen Gewerkschaftsbund (ÖGB), bis 2009 war er Jugendsekretär der Gewerkschaft Metall-Textil-Nahrung, seit 2009 ist er Sekretär der Gewerkschaft PRO-GE Tirol. Höfler ist Vater eines Sohnes.

### Politik und Funktionen
Höfler fungierte von 2010 bis 2014 als Kammerrat der Arbeiterkammer Tirol, in deren Vorstand er seit 2014 ist. 2015 wurde er Mitglied im Bezirksparteivorstand der SPÖ Innsbruck-Land und 2018 im Landesparteirat der SPÖ Tirol, deren Landesparteivorstand er seit 2022 angehört. Im Mai 2022 wurde er Landesvorsitzender der Fraktion Sozialdemokratischer Gewerkschafter (FSG) Tirol und Stellvertreter des Vorsitzenden des ÖGB Tirol Philip Wohlgemuth.
Bei der Nationalratswahl 2024 kandidierte er für die SPÖ hinter Selma Yildirim auf Platz zwei im Landeswahlkreis Tirol sowie als Spitzenkandidat im Regionalwahlkreis Innsbruck-Land. In der konstituierenden Sitzung der XXVIII. Gesetzgebungsperiode am 24. Oktober 2024 wurde er über ein Mandat im Landeswahlkreis als Abgeordneter zum Nationalrat angelobt.
Im Februar 2025 wurde er in einer Kampfabstimmung gegen Georg Dornauer zum SPÖ-Bezirksparteivorsitzenden der SPÖ Innsbruck-Land gewählt. Im SPÖ-Parlamentsklub wurde er im März 2025 Bereichssprecher für die Volksanwaltschaft und das Ehrenamt.